# Kepler-438b

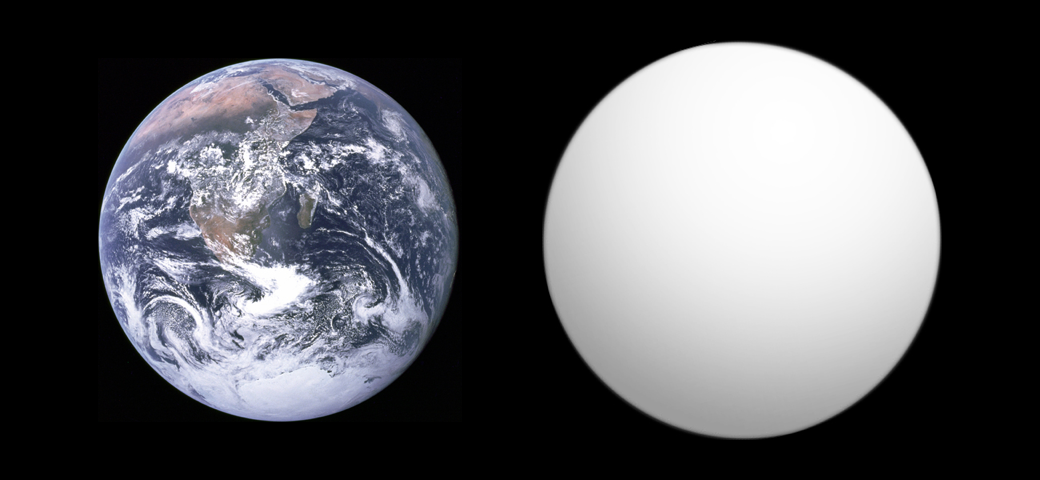
Tamaño aproximado de Kepler-438b, en comparación con la Tierra.

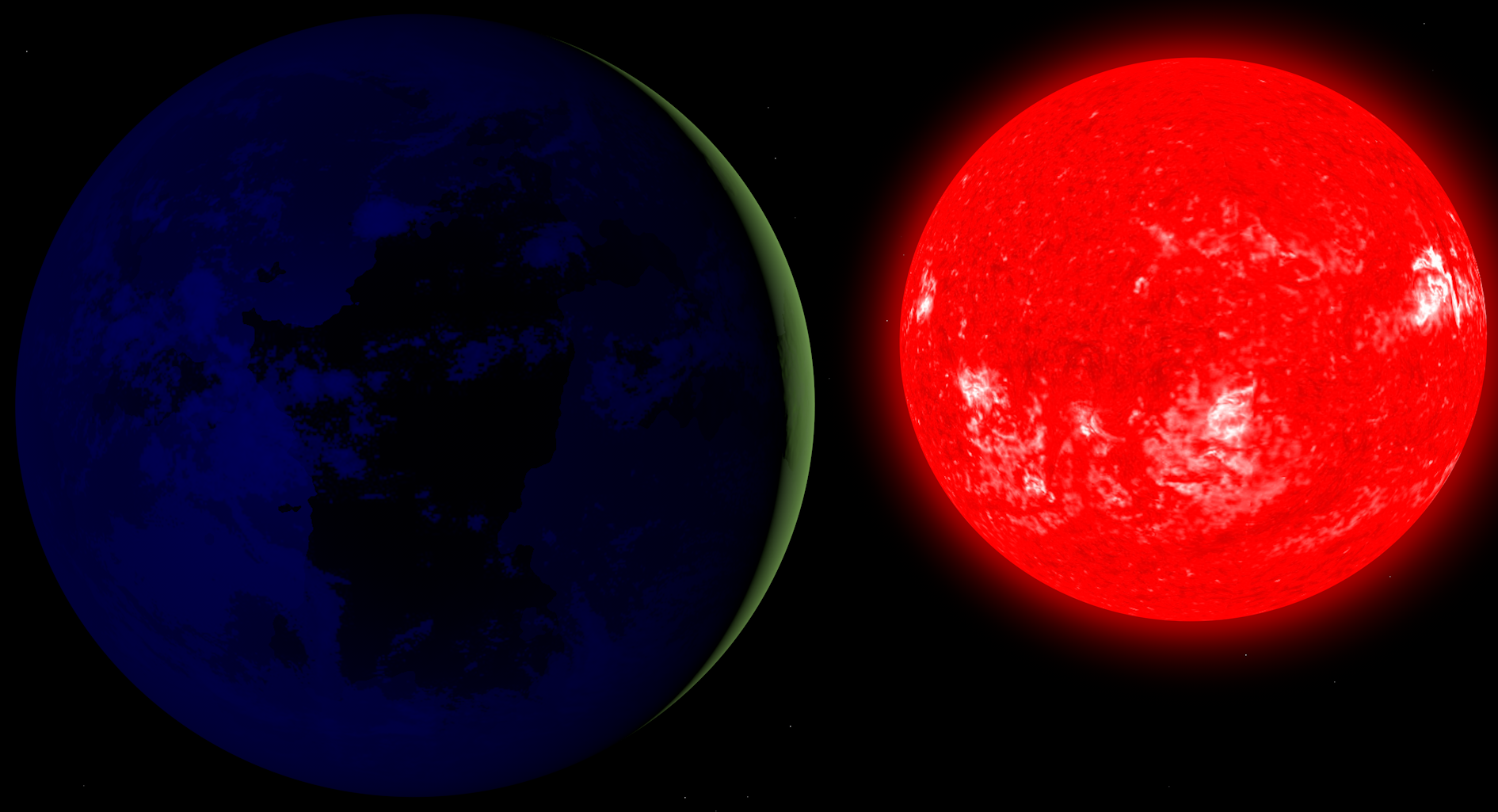
Kepler-438b y su estrella.

Kepler-438b (anteriormente como KOI-3284.01) es un exoplaneta confirmado que pertenece al sistema Kepler-438, situado a 472.9 años luz ─o 145 pársecs─ del sistema solar. Su descubrimiento fue estadísticamente confirmado en enero de 2015 gracias a las observaciones del telescopio espacial Kepler, que había registrado repetidos tránsitos entre el planeta y su estrella. En la misma conferencia, los expertos hicieron público el hallazgo de otros siete planetas que, junto a Kepler-438b, reescribieron el catálogo de exoplanetas confirmados potencialmente habitables, con tres integrantes entre los cuatro planetas extrasolares más semejantes a la Tierra.
Su masa, radio y temperatura de equilibrio lo convertían en el mayor candidato a análogo terrestre encontrado hasta la fecha de su descubrimiento. Dada la relación establecida por la astrobiología entre el grado de parentesco de un planeta con la Tierra y su habitabilidad potencial, fue considerado como el mejor candidato para albergar vida extraterrestre hasta que investigaciones posteriores determinaron que debido a la gran cantidad de radiación que recibe de su estrella, no es habitable.Sin embargo, en junio de 2022, un grupo de científicos de China y Estados Unidos informaron el descubrimiento de una «misteriosa» señal de radio procedente de la región donde se localiza este planeta, esperando realizar más análisis para confirmar este descubrimiento.

## Características
Con una masa de 0.54 M☉, un radio de 0.46 R☉ y una temperatura superficial de 3475 °C, Kepler-438 es una enana naranja de tipo K-tardío. Las estrellas de este tipo, con un tamaño y luminosidad muy inferiores a los del Sol, presentan una dinámica muy activa, especialmente si son jóvenes y más aún si son estrellas fulgurantes, cuentan con una zona de habitabilidad pequeña y muy próxima a ella y son muy longevas, tardan entre 15 000 y 30 000 millones de años en abandonar la secuencia principal. Como consecuencia, Kepler-438b, que completa su órbita en solo treinta y cinco días, permanecería en la zona habitable del sistema. Una órbita tan reducida supone una alta exposición a los efectos de su estrella, tanto a los vientos estelares como a la interacción gravitatoria. De este modo, es posible que se encuentre anclado por marea.
Kepler-438b posee una masa 1.27 veces mayor que la terrestre y un radio 1.12 veces superior. Su densidad es algo menor que la de la Tierra, unos 4.96 g/cm³; y su temperatura media superficial, considerando una atmósfera similar a la terrestre, es de 37.45 °C frente a los 14 °C de la Tierra.

## Posibilidades de vida
Las características estimadas para Kepler-438b son muy distintas a las de la Tierra. La capacidad real del planeta para albergar vida depende de muchos factores que son desconocidos.[cita requerida] Los mayores problemas que presenta de cara a la habitabilidad, partiendo de los datos disponibles, son:

### Acoplamiento de marea
Es muy probable que la cercanía del planeta respecto a su estrella traiga como consecuencia un anclaje por marea, es decir, una sincronización entre la órbita y la rotación de Kepler-438b. De este modo, contaría con un hemisferio diurno y otro nocturno, divididos por un terminador o zona del crepúsculo inmóvil. En planetas poco masivos anclados por marea respecto a su estrella, toda la atmósfera se congelaría en la cara nocturna, pero Kepler-438b cuenta con la masa suficiente como para que se asuma una atmósfera significativa capaz de repartir el calor. Sin embargo, la alta temperatura media del planeta supondría un clima incinerador en el lado diurno imposibilitando la presencia de vida compleja, mientras que el terminador y la cara nocturna no contarían con la luz necesaria para que pudiesen desarrollarse organismos fotosintéticos.
Dada la alta probabilidad de anclaje, Kepler-438b podría carecer de magnetosfera o que esta sea demasiado tenue para compensar la elevada exposición a los vientos estelares de su estrella, tan solo a 0.17 UA, justo en el límite interno de la zona habitable del sistema.

### Temperatura
La temperatura media de Kepler-438b, considerando un albedo y una composición y densidad atmosférica parecidas a las de la Tierra, sería de 37,45 °C, que lo convertirían en un mesoplaneta. Considerando los 14 °C de media terrestre, el clima del exoplaneta parece ser mucho más cálido, lo que podría agravarse teniendo en cuenta su proximidad respecto a su estrella, que posibilitaría una elevada fotólisis del agua superficial por efecto de la mayor exposición a la radiación ultravioleta y, en consecuencia, provocar un intenso escape hidrodinámico de su hidrógeno, convirtiéndolo en un planeta desierto. En última instancia, este proceso podría culminar en un efecto invernadero descontrolado semejante al de Venus.
Los expertos calculan que Kepler-438b recibe aproximadamente un 40 % más de luz que la Tierra ─en comparación, Venus recibe el doble─ y que la probabilidad de que se sitúe en la zona habitable del sistema Kepler-438 es del 70 %.

### Atmósfera
Los componentes de la atmósfera de la Tierra son comunes en el universo y es posible que la mayoría de los planetas cuenten con ellos o que los hayan tenido en algún momento de su historia. Sin embargo, los cuerpos tan expuestos a los efectos de su estrella como Kepler-438b, pueden perder una parte significativa por el escape hidrodinámico. En tal caso, sería posible una alta concentración de oxígeno inorgánico incluso si el planeta carece de vida.

### Estabilidad estelar
Todas las estrellas fulgurantes son de tipo M, o K-tardíos como Kepler-438. Si es su caso, los efectos podrían ser devastadores para cualquier forma de vida que pudiese surgir en Kepler-438b por su proximidad y ya de por sí alta temperatura media, ya que las estrellas fulgurantes son capaces de multiplicar por cuatro su temperatura superficial durante cada episodio (que puede durar desde unos pocos minutos hasta varias horas). Nuevas observaciones podrán arrojar más información al respecto.